# Antonin (Przygodzice)
Antonin [anˈtɔɲin] (deutsch Antonin, 1939–1943 Antonshof) ist ein Ort mit 484 Einwohnern (2003) in der Gemeinde Przygodzice, Landkreis Ostrowski in der Woiwodschaft Großpolen.
Eine Gründung des Fürsten Anton Radziwiłł von etwa 1815, war das nach ihm benannte Antonin bis 1945 im Besitz seiner Nachkommen.

## Sehenswürdigkeiten

### Jagdschloss Antonin
Das Jagdschloss der Fürstenfamilie Radziwiłł (Pałac Myśliwski Książąt Radziwiłłów w Antoninie) wurde in den Jahren 1822 bis 1824 von Karl Friedrich Schinkel für den Statthalter von Posen Antonin Radziwiłł errichtet. Dieses Jagdschloss ist ein sehr origineller, oktagonaler Fachwerk-Zentralbau, welcher mit Holz verkleidet ist. Das Holz wurde auf Verlangen des Fürsten Antonin Radziwiłł mit einer Ölfarbe gelb gestrichen, um das Holz glänzend und beständig zu machen. Von oben betrachtet ist der Grundriss dieses Schlosses ein Kreuzachteck mit einem achtseitigen Zeltdach. Innen ist das Schloss Antonin mit einem riesigen, drei Stockwerke hohen Kachelofen in Form einer riesigen antikischen weißen Säule in der Mitte ausgestattet. Das Schloss enthält ein Chopin-Gedenkzimmer (Chopin verweilte hier 1829) und wird vom Regionalmuseum in Kalisz verwaltet. Dieses Gedenkzimmer enthält bis heute einen Flügel aus Holz. Seit dem Jahre 2012 dient das Schloss Antonin als Hotel. Die innere Haupthalle ist als Restaurant des Hotels eingerichtet. Im Jahre 1995 wurde in diesem Jagdschloss die von Andrzej Maleszka produzierte Fernsehserie Die Verwandlungsmaschine (Maszyna Zmian) gedreht, welche in deutscher Version von 1998 bis 2001 im Kinderkanal (KiKA) ausgestrahlt wurde. Das Schloss Antonin dient in dieser Serie als Sanatorium für allergische Kinder. Im Garten des Schlosses Antonin befindet sich bis heute gegenüber vom Jagdschloss ein kleiner hexagonaler Pavillon, welcher in der genannten Kinderserie als Verwandlungsbrunnen diente. In den 1990er Jahren war der Gartenpavillon gegenüber vom Jagdschloss noch schwerpunktmäßig mit Glasfensterwänden ausgestattet, während dieser Pavillon inzwischen umgebaut wurde und im Wesentlichen Wände aus Holz trägt.

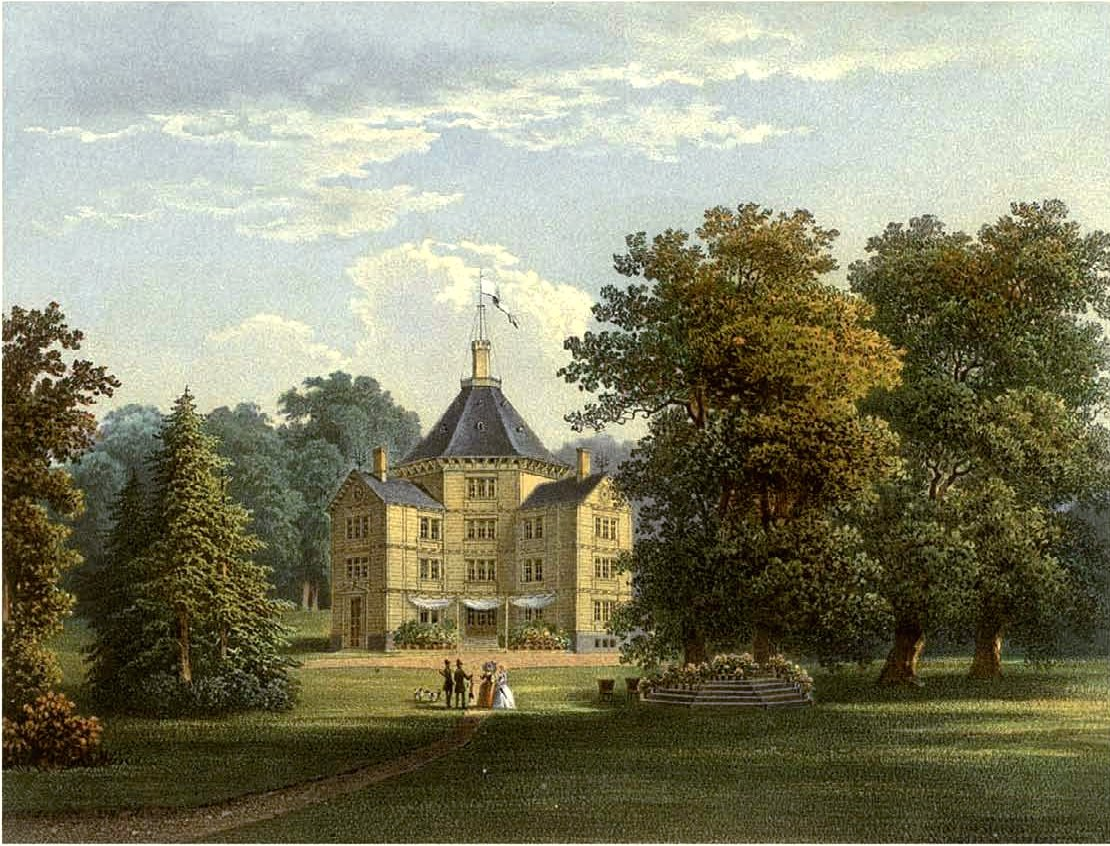
Schloss Antonin um 1860, Sammlung Alexander Duncker
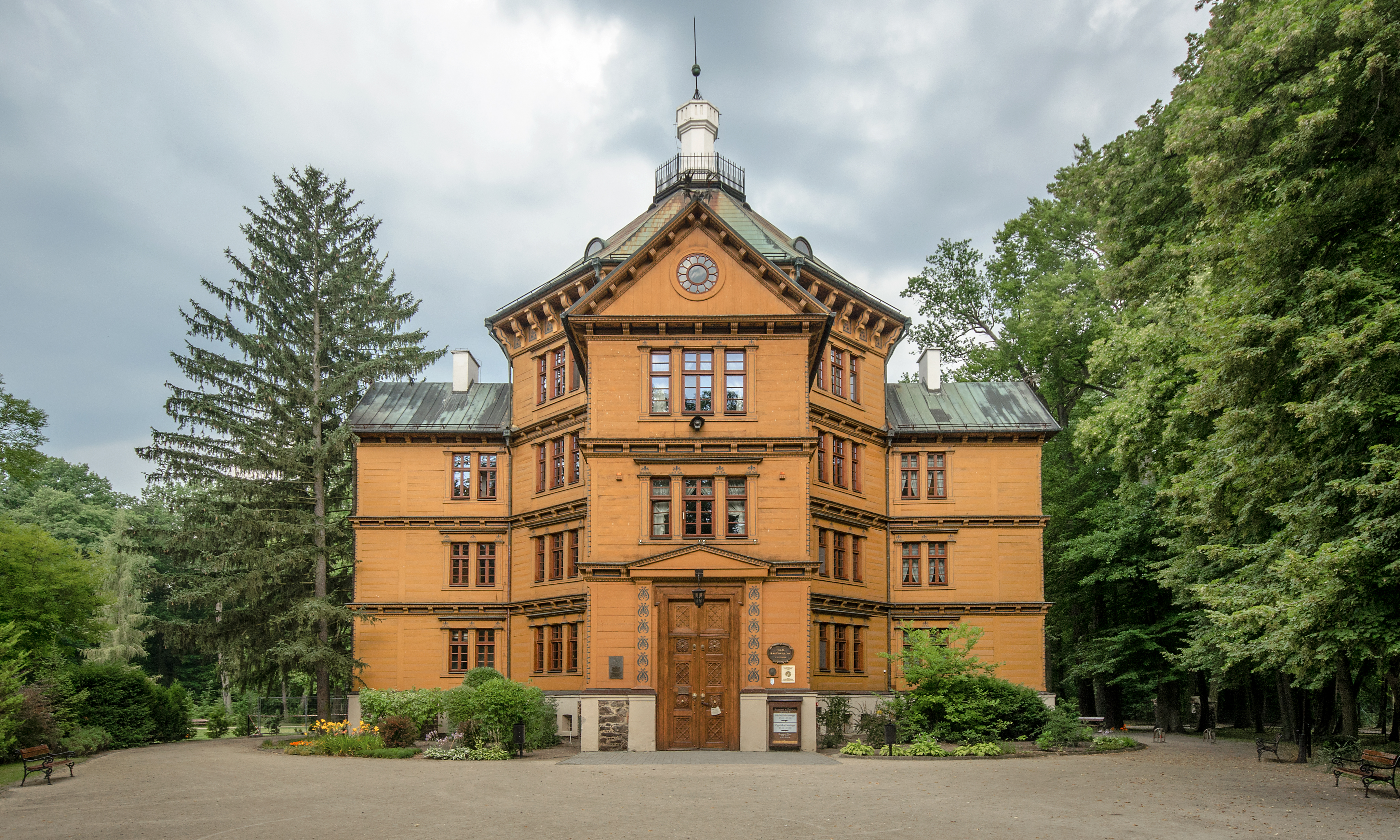
Schloss Antonin (2013)
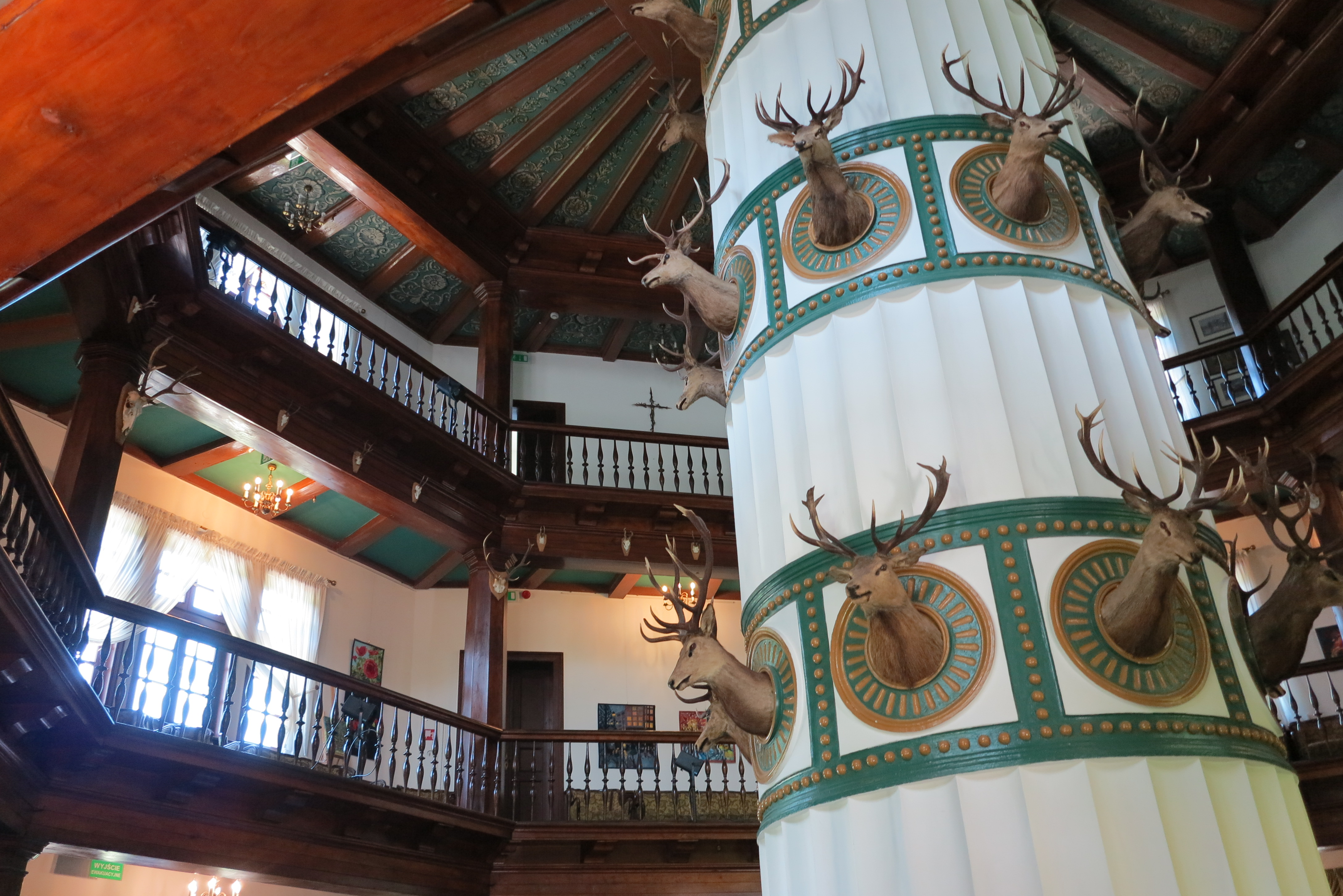
Inneres des Jagdschlosses, 2023
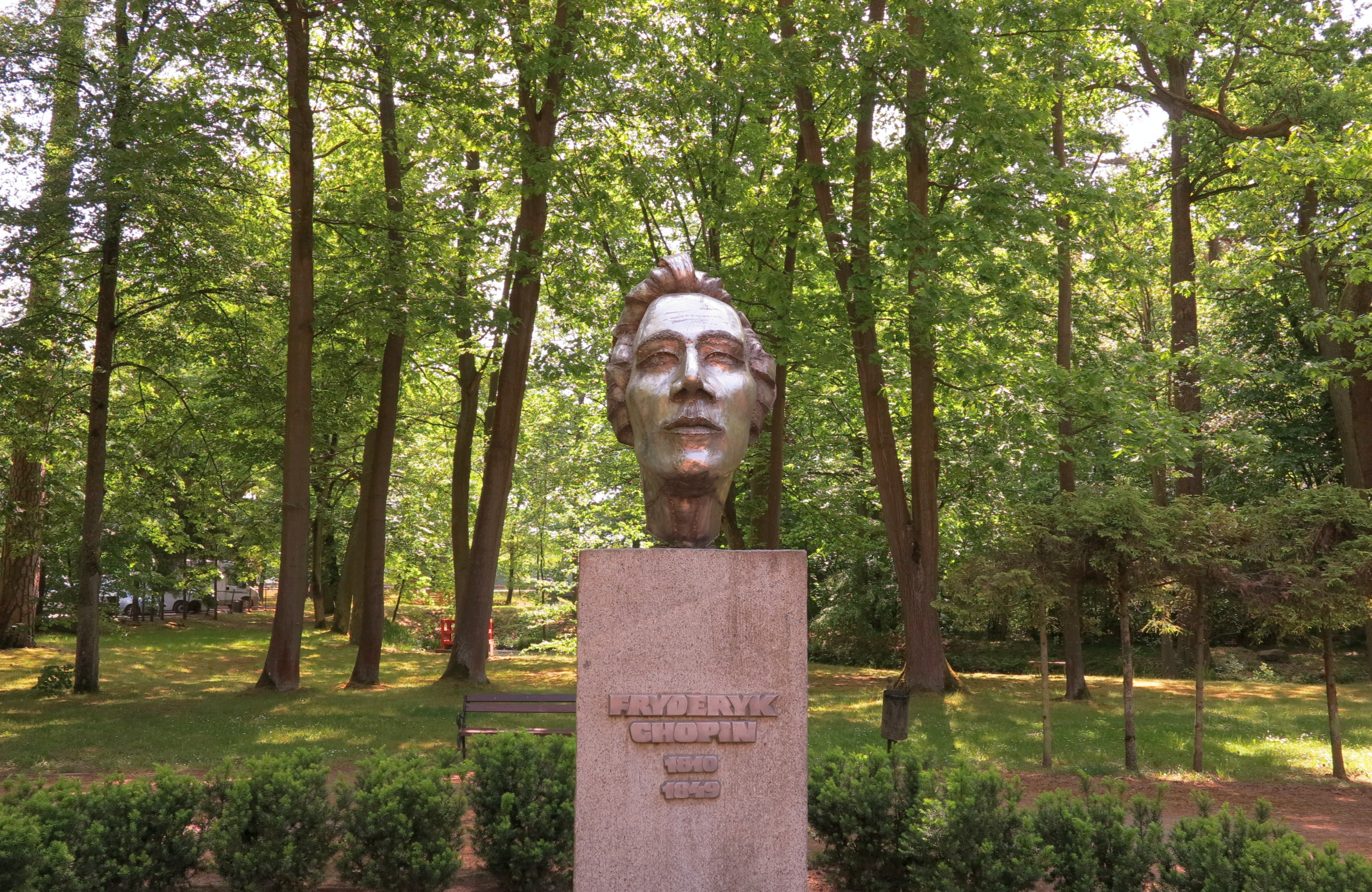
Denkmal Frederyk Chopin

### Mausoleum

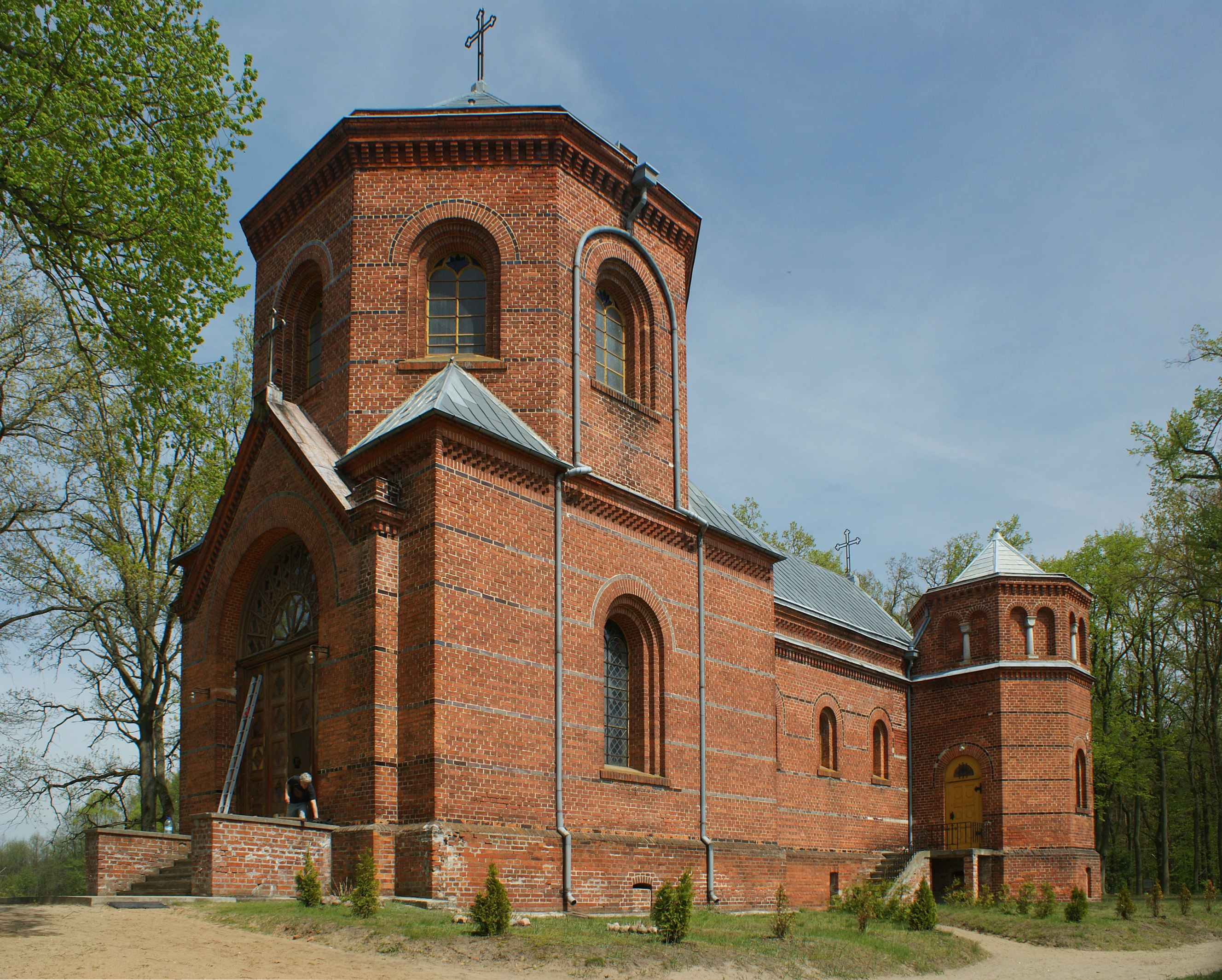
Kaplica Grobowa, das Radziwiłł-Mausoleum

Das Radziwiłł-Mausoleum (Kaplica Grobowa) ist eine im neuromanischen Stil gebaute, von 1835 bis 1838 nach Plänen von Johann Heinrich Haeberlin errichtete Grabkapelle aus roten Steinen. Dieses Mausoleum hat auf der Vorderseite einen hohen oktagonalen Turm und auf der Rückseite zwei ebenso oktagonale zueinander symmetrische Türme. Der hohe Turm auf der Vorderseite und der Giebel auf der Rückseite tragen jeweils ein Kreuz auf der Spitze. Erweitert wurde das Radziwiłł-Mausoleum im Jahre 1894. Innen enthält diese Kapelle unter anderem das Grab der Prinzessin Elisa Radziwiłł und ihre Büste und im Erdgeschoss befinden sich vier Marmorsäulen aus Figuren. Außerdem befinden sich im Radziwiłł-Mausoleum zwei spätgotische Skulpturen von St. Johannes dem Täufer und St. Johannes dem Evangelisten vom Anfang des sechzehnten Jahrhunderts.

### Weiteres
- Wirtschaftsgebäude im Schweizer Stil, in den 1820er und 1830er Jahren nach den Plänen von Schinkel erbaut.
- Landschaftspark im romantischen Stil, 1. Hälfte des 19. Jahrhunderts.

## Persönlichkeiten
Der Verleger (Battert-Verlag in Baden-Baden), Schauspieler und Schriftsteller Georg Polomski (Pseudonym: Georg Polo) wurde 1920 in Antonin geboren.